# Domenico Fetti
Domenico Fetti, detto anche Feti (Roma, 1589 – Venezia, 16 aprile 1623), è stato un pittore italiano di età barocca.

## Biografia
Fetti studiò con Lodovico Cigoli. Nel 1614 si trasferì a Mantova come pittore di corte dei Gonzaga su richiesta del duca Ferdinando. Qui creò le sue opere più note, per le quali è infatti conosciuto come il "Mantovano".
Nella sua bottega mantovana lavoravano sia il padre Pietro che la sorella Lucrina, suora e pittrice. A Mantova si trovano le sue opere principali, tele a olio e affreschi. Molte le opere eseguite per le chiese della città, tra queste risaltano l'Apoteosi della Redenzione che affresca la volta dell'abside della Cattedrale di San Pietro (Duomo) e alcuni dipinti per la chiesa di Sant'Orsola, i Martiri, Viani che offre a Margherita Gonzaga la chiesa di Sant'Orsola e la Moltiplicazione dei pani e dei pesci conservati ora nel Palazzo Ducale di Mantova.
Fetti fu un naturalista tra i più originali del Seicento, che nella ruvidezza del tratto si rifece al Caravaggio e al Rubens. A Mantova egli cercò pure di imitare Giulio Romano. Divenne celebre per la serie di alto livello delle parabole evangeliche, tra le quali si annovera quella dei Ciechi, del Buon Samaritano, e del Figliol Prodigo.
La pennellata ha un che di pastoso e grasso; il colorito è talvolta ricco, con eccessivi contrasti luministici.
Nel 1622 si trasferì a Venezia dove morì, dopo breve malattia, il 16 aprile 1623. Nel suo breve periodo veneziano abbandonò la pittura monumentale dedicando maggiore attenzione a episodi di vita popolare.

## La mostra a Mantova
Nel 1996 Mantova dedica all'artista una mostra delle opere eseguite alla corte dei Gonzaga, arricchita con altre provenienti da varie parti del mondo esposte a Palazzo Te dal 15 settembre al 15 dicembre. Nell'introduzione al Catalogo il curatore Eduard A. Safarik illustra tra l'altro il metodo per la lettura e la visione impiegati di fronte alle opere: nella presente mostra «abbiamo tentato di tracciare diversi fili conduttori, attraverso l'opera e la vita di un pittore, che dovrebbero permettere allo spettatore di orientarsi meglio in questa vita per immagini».

## Opere

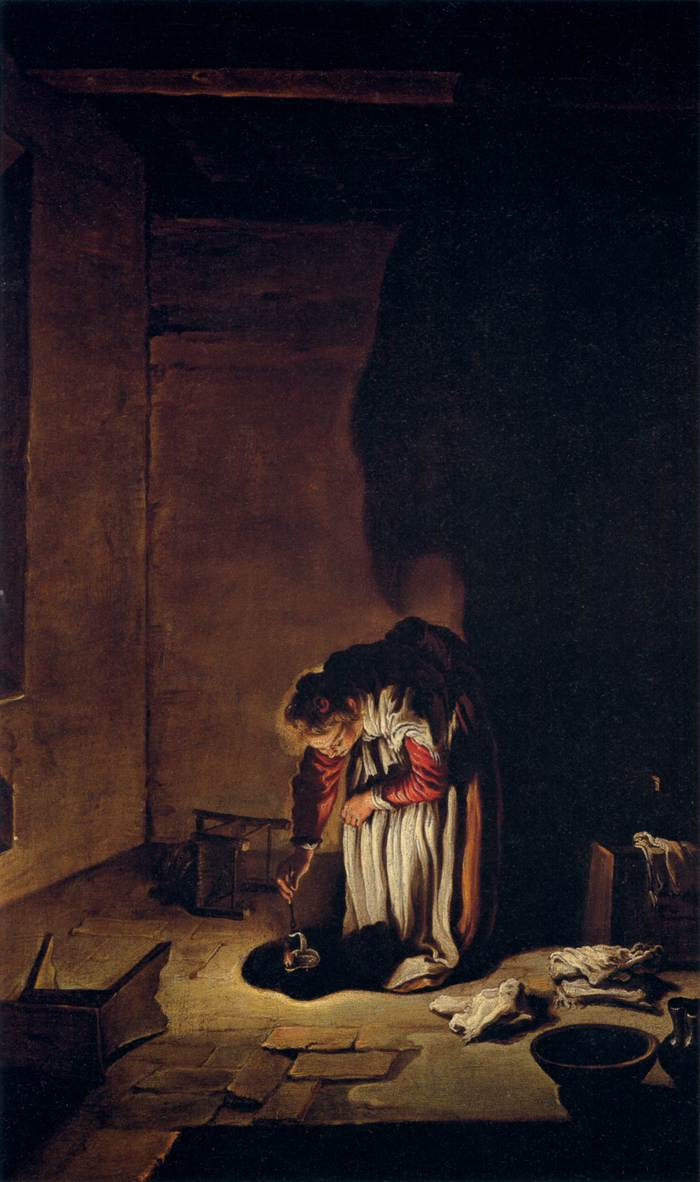
Parabola della dracma perduta (ca. 1618). Gemäldegalerie Alte Meister a Dresda, Germania.

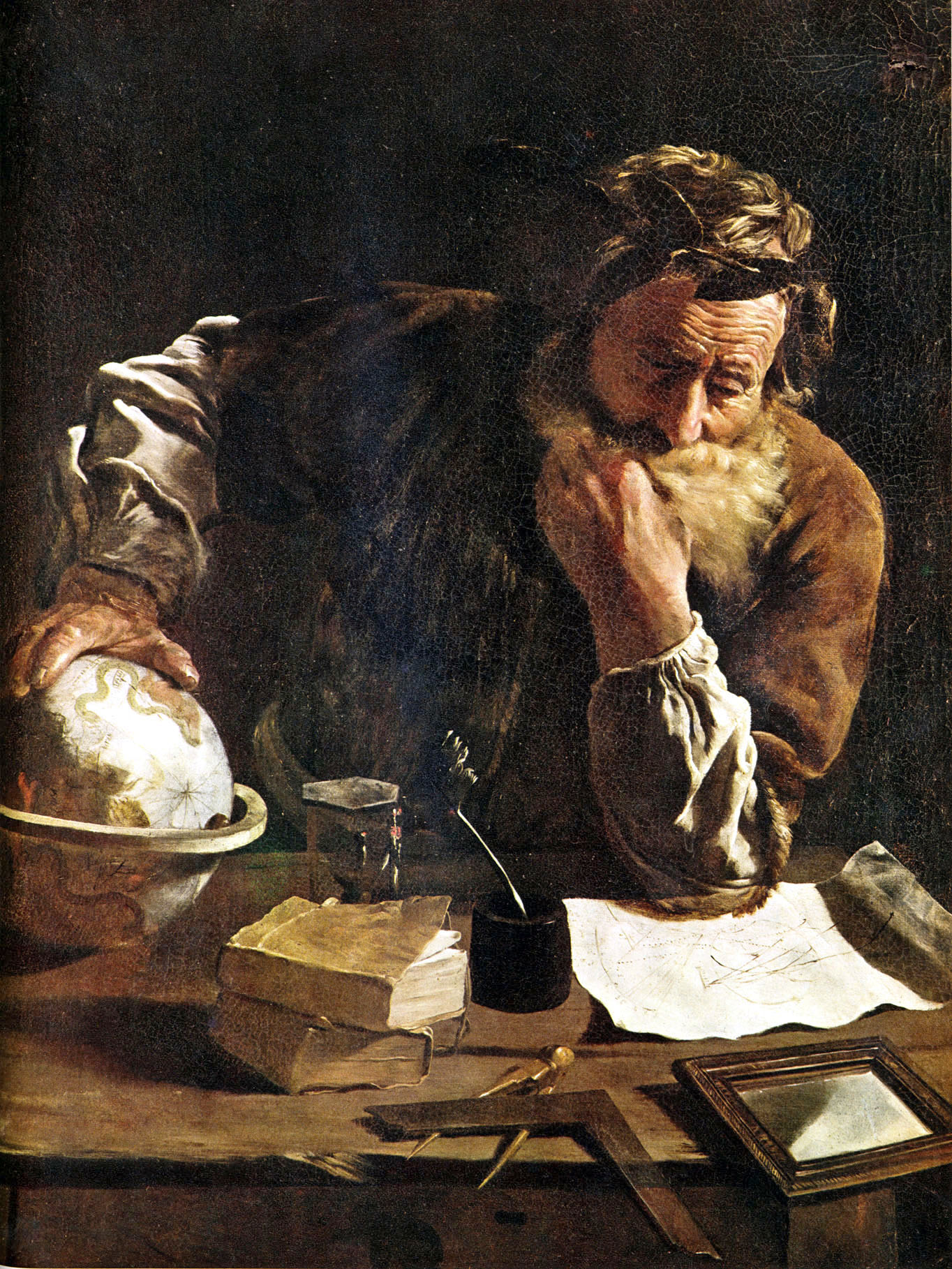
Archimede (1620), Gemäldegalerie Alte Meister a Dresda, Germania.

- Bacco e Arianna a Nasso, 1611 circa, collezione Banca Agricola Mantovana
- Meditazione, 1618 circa, olio su tela, 179x140 cm, Venezia, Gallerie dell'Accademia
- Malinconia, 1620 circa, Parigi, Louvre
- Parabola della perla preziosa, tavola, 61×44
- Parabola della dracma perduta, tavola, 75×44, Gemäldegalerie Alte Meister
- Davide con la testa di Golia, Leinwand, 160×112
- Buon samaritano, tavola, 60×43
- Padrone della vigna, tavola, 62×44
- Apoteosi della Redenzione, affresco di abside e volta del Duomo di Mantova
- Santo Martire, Mantova, Museo di Palazzo Ducale
- Margherita Gonzaga riceve il modello della chiesa di Sant'Orsola, 1619-1623, olio su tela, 245x276 cm, Mantova, Museo di Palazzo Ducale
- Addolorata, Mantova, Museo di Palazzo Ducale
- San Matteo, Mantova, Museo di Palazzo Ducale
- Santo con scettro e corona, Mantova, Museo di Palazzo Ducale
- Moltiplicazione dei pani e dei pesci, 1616-1618, olio su tela, 356x853 cm, Mantova, Museo di Palazzo Ducale
- Trinità, affresco
- Fuga in Egitto, tavola, 73×82
- Martirio di una santa (Sant'Agnese?), tavola, 66×43
- Tobia e l'angelo, tavola, 67×84
- Cristo nell'orto, olio su tela, 90,5x55,5, Praga, Galleria Nazionale
- Elia trionfa sui profeti di Baal, olio su tavola, 61,2x70,5 Hampton Court, Royal Collection
- Parabola del seminatore di zizzania, olio su tavola, 60,8x44,5, Praga, Galleria del Castello
- Ritratto di astronomo, olio su tela, 98x73,5, Dresda, Gemäldegalerie
- Ritratto di un attore, olio su tela, 105,5x81, San Pietroburgo, Hermitage
- Ritratto retrospettivo di Federico II Gonzaga, I Duca di Mantova, olio su tela, 99x88, Vienna, Kunsthistorisches Museum
- Visione di san Pietro, olio su tavola, 66x51 Vienna, Kunsthistorisches Museum
- Ecce Homo, Firenze, Galleria degli Uffizi
- Ecce Homo, 1615, Lendinara (Rovigo), Duomo di Santa Sofia
- David, 1620 circa, olio su tela, 175x128 Venezia, Gallerie dell'Accademia
- Gesù Cristo appare a San Martino in sogno, olio su tela, 280 x 191, Correggio, Basilica di San Quirino